# ジョン・ネルソン (司法長官)

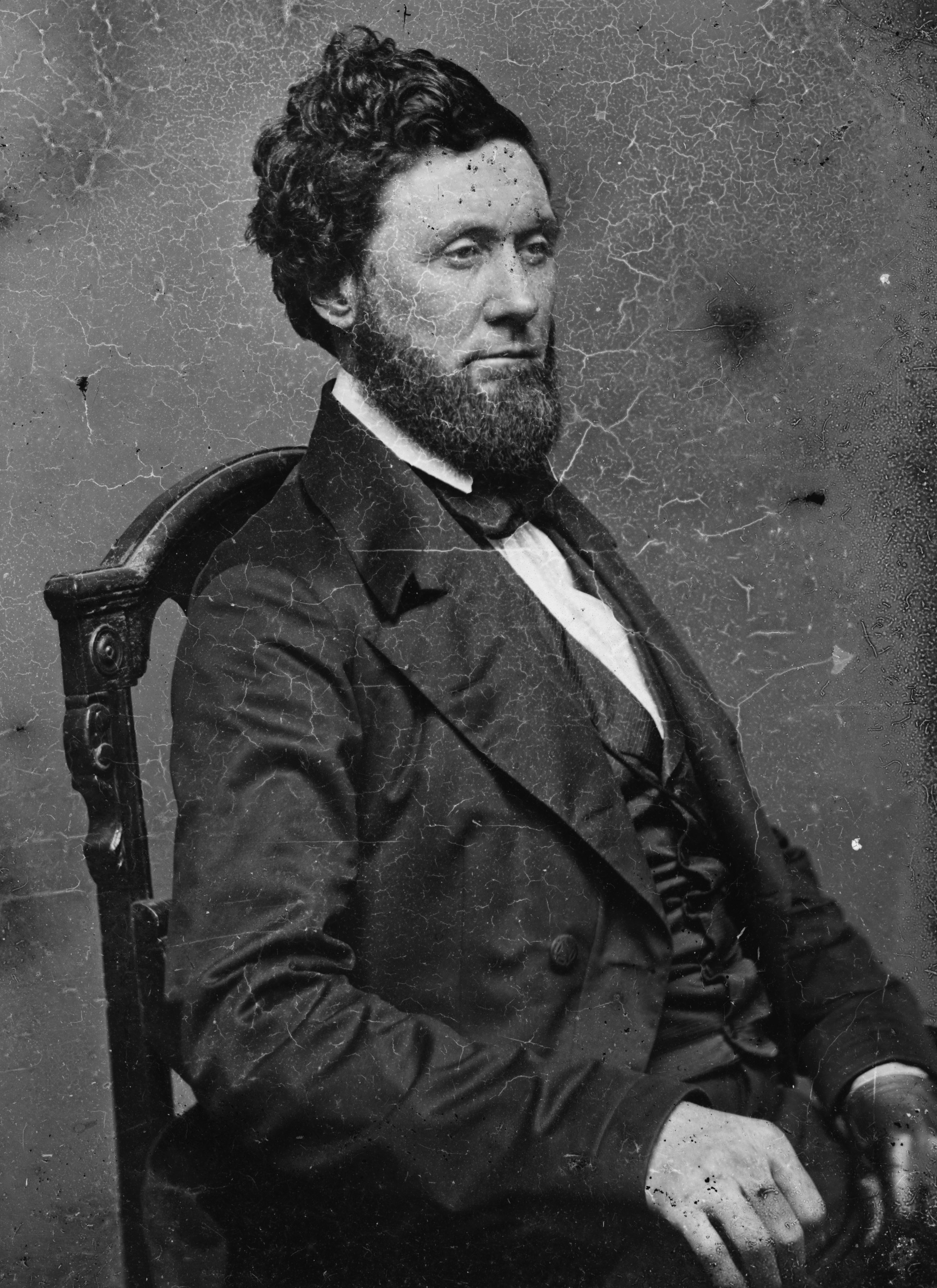
ジョン・ネルソン

ジョン・ネルソン（John Nelson, 1791年6月1日 - 1860年1月18日）は、アメリカ合衆国の政治家。1843年から1845年までジョン・タイラー大統領の下で司法長官を務めた。

## 生涯
1791年6月1日、ネルソンはメリーランド州フレデリックにおいて誕生した。父親は政治家ロジャー・ネルソン、母親はスコットランドからの移民の末裔メアリー・ブルック・シム (Mary Brooke Sim) であった。ネルソンは1811年にウィリアム・アンド・メアリー大学を卒業し、1813年に弁護士として認可を受けた。ネルソンはフレデリックで弁護士業を開業した。
ネルソンは地元でいくつかの公職を経験した後、1821年にメリーランド州第4選挙区からアメリカ合衆国下院議員に選出された。ネルソンは連邦下院議員を1823年まで1期2年務めた。再選には志願しなかった。ネルソンは1825年にプリンストン大学から文学修士の学位を授与された。
1831年、ネルソンは両シチリア王国駐在の代理公使に任命された。ネルソンは1832年まで公使職を務めた。1843年7月、ジョン・タイラー大統領はネルソンを司法長官に指名した。ネルソンはタイラー大統領の任期満了となる1845年3月まで司法長官を務めた。また1844年、ネルソンは国務長官代行に指名され、およそ1ヶ月にわたって司法長官職と兼任した。
司法長官退任後、ネルソンは公職を退いた。そして1860年1月8日、ネルソンはメリーランド州ボルチモアにおいて死去した。ネルソンの遺体はボルチモア市内のグリーンマウント墓地に埋葬された。

## 家族
1816年11月18日、ネルソンはフランシス・ハリエット・バローズ (Frances Harriet Burrows, 1798-1832) と結婚した。2人の間には以下の子供が生まれた。
1. アン・セシリア・ネルソン (Ann Cecilia Nelson)
2. ジョン・ローレンス・ネルソン (John Lawrence Nelson)
3. ローザ・ラウダニア・ネルソン (Rosa Loudonia Nelson)
4. ウィリアム・バロウズ・ネルソン (William Burrows Nelson)

1838年5月13日、ネルソンはマチルダ・テナント (Matilda Tenant, 1815-1860) と結婚した。2人の間には以下の子供が生まれた。
1. ジョセフ・ストーリー・ネルソン (Joseph Story Nelson)
2. テナント・ネルソン (Tenant Nelson)
3. メアリー・シム・ネルソン (Mary Sim Nelson)